# BN-800
Le réacteur BN-800 est un réacteur rapide refroidi au sodium, construit à la centrale nucléaire de Beloïarsk, dans la ville de Zarechny à l'oblast de Sverdlovsk, en Russie. Conçue pour générer une puissance électrique de 885 MWe au total et 789 MWe nets (à partir d'une puissance thermique de 2 100 MWth), l'usine est l'étape finale avant un surgénérateur commercial au plutonium.

## Description
L'usine est composée d'un réacteur de type piscine, où les pompes de refroidissement du cœur, les échangeurs de chaleur intermédiaires et la tuyauterie connexe sont tous situés dans une cuve commune remplie de sodium liquide. La conception de cette usine a été commencée en 1983, entièrement révisée en 1987 après la catastrophe de Tchernobyl et à un moindre degré en 1993 selon de nouvelles directives de sécurité. Après la deuxième révision la puissance électrique (brute) de sortie a été augmentée de 10 % à 885 MWe grâce à l'efficacité accrue des turbines à vapeur du générateur de puissance prévues à la base.
Le cœur du réacteur est, en taille et en propriétés mécaniques, très similaire à celui du BN-600, mais la composition du combustible est très différente : alors que le BN-600 utilise un combustible de dioxyde d'uranium enrichi, cette nouvelle centrale va utiliser un mélange, aidant de la sorte à réduire le plutonium qualifié pour l'armement et fournissant ainsi des informations sur le fonctionnement du cycle fermé du combustible uranium-plutonium. Il a été spécialement mentionné que le cycle fermé ne nécessitera pas la séparation du plutonium, ni d'autres traitements chimiques.
Le réacteur utilise un cycle de refroidissement en trois circuits ; le refroidissement du cœur est assuré par du sodium qui circule dans les deux circuits, primaire et secondaire. L'eau et la production de vapeur sont dans le troisième circuit. Chacune de ces boucles comprend une pompe primaire de sodium, deux échangeurs de chaleur intermédiaires, une pompe à sodium secondaire comprenant un vase d'expansion en amont, et un réservoir de décharge de pression d'urgence. Chaque boucle secondaire alimente un générateur de vapeur, qui à son tour alimente une turbine à vapeur qui entraîne un alternateur. En 2022, le réacteur fonctionnait avec 60 % de MOX. Or le retraitement du MOX est par exemple inexistant en France (le temps de refroidissement du combustible usagé est de 50 ans). Il est donc probable que le réacteur ne fonctionne pas en mode de surgénérateur, la quantité de plutonium recyclé issue du réacteur étant probablement très faible[réf. souhaitée].

## Historique
En juillet 2014, le réacteur est démarré à puissance contrôlée minimale pour exécuter les diagnostics. Le 10 décembre 2015, le réacteur Beloyarsk-4 est connecté au réseau électrique national russe et entre en service opérationnel en octobre 2016. Il aura coûté 140,6 milliards de roubles, soit quelque 2,2 milliards de dollars.

## Exportation
Deux réacteurs de type BN-800 devaient être construits par la Russie dans la ville chinoise de Sanming,, dans le cadre d'un partenariat conclu en 2009, et mis en service après 2020. Des désaccords sur les coûts et transferts de technologie ont finalement décidé la Chine à capitaliser sur l'expérience du CEFR pour concevoir et construire son propre modèle de RNR, le modèle CFR-600,, dont le combustible sera fourni par TVEL, filiale du groupe Rosatom, d'après le contrat signé en 2019.